# Edda Fischer
Edda Fischer (* 1969 in Köln) ist eine deutsche Schauspielerin und Sprecherin.

## Leben und Werk
Fischer begann ihre Karriere 1991 mit der Rolle der Kerstin in der erfolgreichen deutschen Filmkomödie Manta – Der Film. In den darauf folgenden Jahren hatte sie zunächst nur wenige Engagements, dies änderte sich erst gegen Ende der 1990er Jahre, wobei es sich meist um kleinere Rollen handelte. Unter anderem spielte sie eine Reporterin in 14 Tage lebenslänglich und eine Angestellte in Ballermann 6. Sie hatte Gastrollen in zahlreichen Fernsehserien, darunter Unser Charly, Dr. Sommerfeld – Neues vom Bülowbogen und SOKO Köln. Im Fantasyfilm Max Topas – Das Buch der Kristallkinder war sie 2017 in einer größeren Rolle als Madame Edda zu sehen.
Fischer arbeitet regelmäßig als Synchronsprecherin, unter anderem für Chiara Mastroianni, Gillian Anderson, Tehmina Sunny, und Simphiwe Dana. Sie sprach auch Fernsehwerbespots ein, darunter L’Oréal und Mövenpick. Fischer ist zudem Sprecherin im Fernsehen und Hörfunk (vor allem im Westdeutschen Rundfunk). und für Hörbücher, z. B. für Blackout (Teil 1), einem Hörspiel von Marc Elsberg,  Zwischen 2005 und 2007 machte sie eine Babypause.

## Filmografie (Auswahl)
Fernsehen
- 1992: Sterne des Südens
- 1994: Die Wache
- 1997: Verbotene Liebe
- 1997: Tatort
- 1999: Stadtklinik
- 1999: Mallorca – Suche nach dem Paradies
- 2001: Unser Charly
- 2001: St. Angela
- 2003: Was nicht passt, wird passend gemacht
- 2003: Dr. Sommerfeld – Neues vom Bülowbogen
- 2005: SOKO Köln
- 2010: Der letzte Bulle
- 2015: Heldt

Film
- 1991: Manta – Der Film
- 1997: 14 Tage lebenslänglich
- 1997: Ballermann 6
- 2006: Goldene Zeiten
- 2017: Max Topas – Das Buch der Kristallkinder